# En français (émission de télévision)
 (mai 2020).
Si vous disposez d'ouvrages ou d'articles de référence ou si vous connaissez des sites web de qualité traitant du thème abordé ici, merci de compléter l'article en donnant les références utiles à sa vérifiabilité et en les liant à la section « Notes et références ».
 (mai 2020).
En français est une émission francophone louisianaise des années 80[évasif].

## Historique
Animée par James E. Fontenot, elle était diffusée sur Louisiana Public Broadcasting.